# Anatoli Iline
Pour les articles homonymes, voir Iline.
Anatoli Mikhaïlovitch Iline (en russe : Анатолий Михайлович Ильин), né le 27 juin 1931 à Moscou et mort le 10 février 2016 dans la même ville, est un footballeur soviétique.

## Biographie
Il est le mari de la gymnaste Galina Shamrai.

## Statistiques
| Saison                | Club                  | Championnat           | Championnat | Championnat | Coupe(s) nationale(s) | Coupe(s) nationale(s) | Total | Total |
| Saison                | Club                  | Division              | M.          | B.          | M.                    | B.                    | M.    | B.    |
| 1949                  | Spartak Moscou        | D1                    | 2           | 0           | -                     | -                     | 2     | 0     |
| 1950                  | Spartak Moscou        | D1                    | 19          | 2           | 3                     | 0                     | 22    | 2     |
| 1951                  | Spartak Moscou        | D1                    | 15          | 6           | 1                     | 0                     | 16    | 6     |
| 1952                  | Spartak Moscou        | D1                    | 13          | 3           | 9                     | 3                     | 22    | 6     |
| 1953                  | Spartak Moscou        | D1                    | 9           | 2           | 2                     | 1                     | 11    | 3     |
| 1954                  | Spartak Moscou        | D1                    | 24          | 11          | 2                     | 0                     | 26    | 11    |
| 1955                  | Spartak Moscou        | D1                    | 15          | 3           | 3                     | 1                     | 18    | 4     |
| 1956                  | Spartak Moscou        | D1                    | 11          | 3           | -                     | -                     | 11    | 3     |
| 1957                  | Spartak Moscou        | D1                    | 15          | 6           | 4                     | 1                     | 19    | 7     |
| 1958                  | Spartak Moscou        | D1                    | 23          | 20          | 4                     | 2                     | 27    | 22    |
| 1959                  | Spartak Moscou        | D1                    | 19          | 6           | 2                     | 0                     | 21    | 6     |
| 1960                  | Spartak Moscou        | D1                    | 26          | 13          | -                     | -                     | 26    | 13    |
| 1961                  | Spartak Moscou        | D1                    | 24          | 4           | 4                     | 0                     | 28    | 4     |
| 1962                  | Spartak Moscou        | D1                    | 13          | 4           | 1                     | 0                     | 14    | 4     |
| Total sur la carrière | Total sur la carrière | Total sur la carrière | 228         | 83          | 35                    | 8                     | 263   | 91    |

## Palmarès
Union soviétique
- Médaillé d'or aux Jeux olympiques de 1956.

 Spartak Moscou
- Champion d'Union soviétique en 1952, 1953, 1956, 1958 et 1962.
- Meilleur buteur du championnat soviétique en 1954 (11 buts) et 1958 (19 buts).
- Vainqueur de la Coupe d'Union soviétique en 1950 et 1958.

## Distinctions
- Ordre de l'Amitié